# Брук, Джон Хедли
Джон Хедли Брук (англ. John Hedley Brooke; род. 20 мая 1944) — британский историк науки. Доктор философии, именной профессор-эмерит Оксфорда, где также эмерит-феллоу Манчестерского колледжа Харриса. Член Международной академии истории науки (1993). Экс-президент International Society for Science and Religion, его почетный феллоу.
Наиболее известен книгой Science and Religion: Some Historical Perspectives (переизд. Cambridge University Press, 2014). 

## Биография и творчество
Обучался естествознанию в Кембридже, получил диплом с первоклассным отличием в 1965. Докторскую диссертацию там же посвятил прогрессу органической химии в девятнадцатом веке. В 1967-68 исследовательский феллоу колледжа Фицуильяма в Кембридже, самостоятельную академическую карьеру начал в школе математических и физических наук в Университете Сассекса (1968-69).
Много лет преподавал на кафедре истории Ланкастерского университета (с 1969), а в 1999 назначен первым в должности именного профессора Andreas Idreos Professor науки и религии Оксфорда, ныне эмерит, являлся там же феллоу Манчестерского колледжа Харриса, ныне эмерит-феллоу. Одновременно состоял директором Центра науки и религии (Ian Ramsey Centre) в 1999-2006.
С 2000 по 2003 год координировал сеть Европейского научного фонда по тематике «Наука и человеческие ценности». После выхода на пенсию в 2006, некоторое время состоял заслуженным феллоу в Институте перспективных исследований Даремского университета (2007). Являлся президентом исторической секции Британской научной ассоциации. Под его началом работал Jonathan R. Topham.
В 1995 году вместе с профессором Джеффри Кантором читал Гиффордские лекции в Университете Глазго. В ноябре 2001 года прочел ежегодную почетную лекцию Общества истории науки. Также читал C.Th. Dimaras Annual Lecture (2016).
После занятий историей химии, переключился на исторические связи между научными инновациями и религиозными убеждениями. В историографии науки и религии получил широкое признание за разработку влиятельного «тезиса о сложности». 
Наиболее известная книга — «Наука и религия: некоторые исторические перспективы» (Кембридж, 1991), получила премию Уотсона Дэвиса Общества истории науки, переведена на китайский, греческий (Афины: издательство Критского университета, 2008), японский, корейский, португальский, румынский, русский и испанский. В 2014 году будет переиздана в престижной серии Canto Classics издательства Cambridge University Press. В этой своей, как отмечают, классической работе, он решительно оспорил идею неизбежного конфликта между наукой и религией. Подборка эссе в честь Брука Science and Religion, New Historical Perspectives (2010), ставшая "крупным вкладом в историографию науки и религии", как отмечается в рецензии Science and Education: "Восхваляет его работу по переосмыслению, можно сказать, почти полной отмене понятия конфликта между наукой и религией".

Другие книги — Thinking About Matter: Studies in the History of Chemical Philosophy (Эшгейт, 1995) и, совместная с Джеффри Кантором, Reconstructing Nature: The Engagement of Science & Religion (Эдинбург, 1998). Соредактор «Наука и религия: новые исторические перспективы» (CUP, 2010). Также соредактор Science in Theistic Contexts (Chicago, 2001), Heterodoxy in Early Modern Science and Religion (Oxford, 2005, совм. с Ian MacLean), Religious Values and the Rise of Science in Europe (Istanbul, 2005), Science & Religion around the World (New York, 2011). Автор более сотни статей, публиковался в Zygon, Revue historique.

## Публикации
- Science and Religion: Some Historical Perspectives (1991)
- Thinking About Matter (1995)
- Reconstructing Nature: The Engagement of Science and Religion (with G. N. Cantor, 1998)
- Science in Theistic Contexts (ed, 2001)
- Heterodoxy in Early Modern Science and Religion (ed, 2005)
- Religious Values and the Rise of Science in Europe (ed, 2005)
- Science and Religion around the World (with R. L. Numbers, 2011)